# Promozione 1983-1984
Nella stagione 1983-1984, la Promozione era il sesto livello del calcio italiano (il primo livello regionale).
Il campionato è strutturato in vari gironi all'italiana su base regionale, gestiti dai Comitati Regionali di competenza. Promozioni alla categoria superiore e retrocessioni in quella inferiore non erano sempre omogenee; erano quantificate all'inizio del campionato dal Comitato Regionale secondo le direttive stabilite dalla Lega Nazionale Dilettanti, ma flessibili, in relazione al numero delle società retrocesse dal Campionato Interregionale e perciò, a seconda delle varie situazioni regionali, la fine del campionato poteva avere degli spareggi sia di promozione che di retrocessione.

## Campionati
- Promozione Abruzzo 1983-1984
- Promozione Basilicata 1983-1984
- Promozione Calabria 1983-1984
- Promozione Campania-Molise 1983-1984
- Promozione Emilia-Romagna 1983-1984
- Promozione Friuli-Venezia Giulia 1983-1984
- Promozione Lazio 1983-1984
- Promozione Liguria 1983-1984
- Promozione Lombardia 1983-1984
- Promozione Marche 1983-1984
- Promozione Piemonte-Valle d'Aosta 1983-1984
- Promozione Puglia 1983-1984
- Promozione Sardegna 1983-1984
- Promozione Sicilia 1983-1984
- Promozione Toscana 1983-1984
- Promozione Trentino-Alto Adige 1983-1984
- Promozione Umbria 1983-1984
- Promozione Veneto 1983-1984